# Государственно-подобные образования
Государственно-подобные образования — это особые политико-религиозные или политико-территориальные единицы, являющиеся субъектами международного права.

## История существования
История существования государственно-подобных образований уходит корнями в историю. К примеру, такими единицами являлись города Ганзейского союза в эпоху Средних веков. Позднее Кракову на основании Венского трактата 1815 г. был присвоен статус вольного и независимого города, находящегося под покровительством России, Австрии и Пруссии; он прекратил свое существование в 1846 г. «Свободным государством» был провозглашен Данциг (Гданьск) в соответствии с Версальским мирным договором 1919 г. и оставался таковым до 1939 г.
Четырехстороннее соглашение СССР, Великобритании, США и Франции от 3 сентября 1971 г. содержало положение о создании Западного Берлина. Это образование обладало особым международно-правовым статусом и поддерживало официальные связи с ГДР и ФРГ. Но правом заключать международные договоры не наделялось. В 1990 г. Западный Берлин стал частью ФРГ.

## Современные государственно-подобные образования
В теории государства и права отличительными признаками государства называются постоянное население, определенная территория, публичная власть, система правовых норм и суверенитет. У государственно-подобных образований отсутствует какой-либо из перечисленных фундаментальных признаков государства.
Современными государственно-подобными образованиями, имеющими специальный международный статус, можно назвать Святой престол (Ватикан), являющийся официальным центром Римско-католической церкви, и Мальтийский орден как официальную религиозную организацию, осуществляющую международно признанные благотворительные функции.

### Святой престол
С позиции международного права указанное образование не содержит такого признака как население, поэтому государством не является. Лица, осуществляющие деятельность на территории Города Ватикана, вовлекаются в выполнение функций Святого Престола. Многие из них сохраняют собственное гражданство. Международное сообщество признало рассматриваемую политико-религиозную единицу субъектом международного права благодаря авторитету Ватикана, объединяющего лиц, исповедующих католическую веру. Святой Престол активно участвует в международных отношениях, наделен статусом постоянного наблюдателя в ООН. С большинством стран поддерживает дипломатические отношения, является участником значительного числа двусторонних договоров.

### Мальтийский орден
Духовно-рыцарский орден Св. Иоанна, основанный в 1070-х годах в качестве братства. Символ - восьмиконечный белый крест на черной куртке и плаще. Орден располагается в Риме. Не обладает такими атрибутами, как население или территория. Несмотря на это, Мальтийский орден поддерживает дипломатические отношения со многими государствами, сотрудничает с международными организациями. К тому же, глава Ордена (Великий магистр) пользуется иммунитетами и привилегиями, которые полагаются главе государства.